# Ведя (річка)
Ведя (рум. Vedea) — річка в Румунії, у повітах Арджеш, Олт, Телеорман. Права притока Дунаю (басейн Чорного моря).

## Опис
Довжина річки 244 км, середньорічні витрати води у гирлі — 8,36  м³/с, найкоротша відстань між витоком і гирлом — 167,36 км, коефіцієнт звивистості річки — 1,46 . Площа басейну водозбоку 5430 км².

## Розташування
Бере початок у селі Лінтешть повіту Арджеш. Тече переважно на південний схід і на південно-східній стороні від села Нестурелу повіту Телеорман впадає у річку Дунай.
Притоки: Текуч, Бурдя (рум. Burdea), Телермен (рум. Teleorman) (ліві); Бареця (рум. Barăcea), Пасеря (рум. Pasărea) (праві).
Основні населені пункти вздовж берегової смуги від витоку до гирла: Бербетешть, Коку, Гелецяну, Педурою-дін-Вале, Гейнуша, Лунка-Корбулуй, Чієшть, Хирсешть, Флору, Велень, Сочету, Рошіорій-де-Веде, Ведя, Александрія.